# Society & Organizations Institute
Society & Organizations Institute je v Evropě unikátní interdisciplinární centrum, jehož členové, profesoři a výzkumní pracovníci se věnují společenským a environmentálním otázkám. Jejich výzkum, výuková činnost a experimenty jsou aplikovány ve firmách. Nachází se v kampusu HEC Paris v Jouy-en-Josas.

## Podrobnosti
Centrum je součástí HEC Paris. Nachází se v Jouy-en-Josas. Přibližně 60 akademiků pracuje na otázkách smyslu, sociálního začlenění a udržitelného rozvoje uvnitř společností. Institut zakládá svůj výzkum na třech hlavních tématech:
- Účelné vedení
- Inkluzivní ekonomika
- Klima a životní prostředí.

Centrum má několik programů pro vysokoškolské a postgraduální studenty, stejně jako pro fakulty na podporu konceptu společnosti. Několik iniciativ, které centrum zahájilo, zvýšilo povědomí o společnosti a inkluzivitě jak v komunitě Jouy-en-Josas, tak v celé zemi.